# 李觀 (景泰進士)
李觀（1424年—？），字用賓，直隸保定府唐縣人，民籍，明朝政治人物。進士出身。

## 生平
順天府鄉試第五名。景泰二年（1451年）辛未科會試第一百七十五名，殿試登進士第二甲第四十三名。景泰三年（1452年），授刑部主事。

## 家族
曾祖父李時中。祖父李庚。父亲李達。